# Eric Fraser
Pour les articles homonymes, voir Fraser.
Eric Fraser, né le 11 juin 1902 et mort le 15 novembre 1983, est un illustrateur britannique, particulièrement connu pour ses contributions à Radio Times. Il crée également le personnage de « Mr Therm » des publicités de la Gas Light and Coke Company.

## Biographie
Eric George Fraser est né le 11 juin 1902 au 39 Vincent Street de Westminster, au centre de Londres. Son père, George Fraser, est clerc de notaire et sa mère, Matilda (née Peartree) est institutrice,. Il commence a dessiner très jeune. En 1916, il prend des cours du soir à la Westminster School of Art. Mais est très vite retiré des cours quand ses parents découvrent des esquisses de femmes nues. Mais il y retournera et gagne une bourse pour la Goldsmiths School of Art (Université de Londres) où il étudiera entre 1919 et 1924. Parmi ses professeurs se trouvent l'artiste Clive Gardiner (en), le peintre Harold Speed (en) et l'illustrateur Edmund Sullivan,.
Au début des années 1920, il fait la connaissance de R. P. Gossop qui sera son agent durant toute sa carrière. Fraser travaille comme artiste indépendant pour de nombreux magazines. En 1926, il commence a travailler pour le Radio Times. Il devient le principal fournisseur d'illustrations pour le magazine, définissant son aspect visuel pendant plus de quarante ans. Il réalise également des illustrations de mode pour le Harper's Bazaar entre 1929 et 1937. Durant un court moment, il donne des cours d'illustration de mode. Il est aussi professeur à la Camberwell School of Arts and Crafts entre 1928 et 1940. Fraser travaille aussi dans le domaine de la publicité. Il crée ainsi le personnage de Mr Therm des publicités de la Gas Light and Coke Company. Illustrateur et peintre, il réalise l'essentiel de ses œuvres à la plume et à l'encre. Il réalise également des illustrations de livres depuis 1927.
Lors de la Seconde guerre mondiale, il stoppe son travail de professeur et devient Civil Defence Warden (en) durant le Blitz. À la fin de la guerre, son art évolue et devient plus sérieux. Il est également nommé Fellow de la Society of Industrial Artists.
Sa réputation grandit et il reçoit de grosses commandes comme une peinture murale en 1951 et les dessins pour des vitraux d'une église entre 1960 et 1963. Il continue ses illustrations de livres parmi lesquels se trouve une édition du Seigneur des Anneaux et des œuvres de Shakespeare,. Il réalise les couvertures de plus d'une centaine de livres.
Eric Fraser meurt à son domicile le 15 novembre 1983.

### Vie privée
Eric Fraser se marie en 1925 à Irene Lovett. Ils ont trois fils et une fille. Leur fils Geoffrey décrit son père comme quelqu'un de très timide. En 1935, la famille s'installe à Hampton, dans la banlieue de Londres. Fraser travaille alors dans un petit studio dans le jardin de sa maison d'Hampton.

## Distinctions
- 1945 : Fellow de la Society of Industrial Artists[1].
- 1978 : Membre Honoraire de l'Association des Illustrateurs (en)[1].